# Dżozef
Dżozef – polska powieść z gatunku realizmu magicznego autorstwa Jakuba Małeckiego. Została wydana po raz pierwszy w 2011, nakładem wydawnictwa W.A.B. W 2018, nakładem wydawnictwa SQN pojawiło się wznowienie, zawierające poprawioną wersję książki.  Powieść zdobyła pozytywne opinie krytyków. Dżozef nawiązuje do twórczości Josepha Conrada.

## Narracja
Narracja w powieści poprowadzona jest z dwóch perspektyw: pierwszo- i trzecioosobowej. Książka zaczyna się narracją pierwszoosobową, w której Grzegorz opowiada swoją historię. Narracja trzecioosobowa występuje we fragmentach, w których główny bohater spisuje opowieść Czwartego.

## Fabuła[6]
Grzegorz ma dwadzieścia trzy lata i mieszka w warszawskiej Pradze. Mimo aparycji typowego dresa jest osobą dość oczytaną. Zostaje pobity i okradziony. Następnego dnia pracuje w sklepie. Jeden z klientów okazuje się być lekarzem, który zauważa u niego złamany nos i wysyła Grzegorza do szpitala. Młody mężczyzna trafia do czteroosobowej sali, w której leży biznesmen Kurz oraz Maruda. Po niedługim czasie pojawia się również Czwarty: mężczyzna z dość dużymi problemami zdrowotnymi, który bezustannie czyta Josepha Conrada. Gdy jego stan pogarsza się, uznaje, że sam jest pisarzem i nakazuje Grzegorzowi, aby zapisał jego ostatnią powieść.

### Opowieść Czwartego
Okres PRL-u. We wsi niedaleko Włocławka mieszka Stasiu: siedmioletni chłopczyk, pomagający swoim rodzicom na roli. W wolnych chwilach malec tworzy drewniane figurki. Pewnego dnia tworzy drewnianego kozła, który przejawia nadzwyczajne zdolności.

## Bohaterowie
- Grzegorz – główny bohater powieści. Ma dwadzieścia trzy lata.
- Kurz – mężczyzna leżący z Grzegorzem na sali szpitalnej; biznesmen, któremu powiodło się w życiu.
- Maruda – towarzysz Grzegorza na sali.
- Stanisław Baryłczak – nazywany też Czwartym. Towarzysz Grzegorza na sali szpitalnej, wielbiciel Josepha Conrada: czyta właściwie tylko jego książki.
- Weronika – dziewczyna Grzegorza, który jest z nią tylko przez przyzwyczajenie.
- Stasiu – główny bohater opowiadania, które Czwarty dyktuje Grzegorzowi. Siedmioletni chłopczyk pochodzący ze wsi.
- Tyberiusz – wuj Stasia, alkoholik. Zdradził chłopcu, że ma zamiar zapić się na śmierć w piwnicy ich domu.